# 襄阳楚王城遗址
襄阳楚王城遗址是位于湖北省襄阳市襄州区黄龙镇高明村东约200米处、许家河西岸，一处包含新石器时代、西周时代遗物的文化、城市遗址。
因当地流传，楚国君主曾在此建城，故得名楚王城。

## 历史
1957年第一次全国文物普查时，发现此处遗址。1984年，列为襄樊市文物保护单位。1992年12月，湖北省人民政府以襄阳楚王城遗址之名列为第三批湖北省文物保护单位。
2009年第三次全国文物普查时，采集遗址地面遗物，发现“石斧、纺轮、鼎、鬲、罐、缸及大宗陶片等，是一处包含新石器和西周两个时代遗物的文化遗址”。2010年5月11日，时任襄樊市博物馆负责人接受采访时表示，“在文物普查之前，只能认定黄龙镇的楚王城遗址是春秋之前人类的聚落遗址，但经过文物普查之后，可以确定该遗址为西周时期楚国的一个城市遗址。”故认为此处遗址是佐证楚国发源于襄樊市（今襄阳市）的证据。